# Absturz zweier Savoia S.9 1920
Der Absturz zweier Savoia S.9  in der Schweiz ereignete sich am 7. September 1920. Die finnischen Flugboote waren auf dem Überführungsflug von Italien nach Finnland. Absturzursache war eine fehlerhafte Verleimung der Propeller. Alle vier Besatzungsmitglieder kamen ums Leben.

## Vorgeschichte
Als Geburtsstunde der finnischen Luftwaffe gilt der 6. März 1918; drei Monate zuvor war Finnland von Russland unabhängig geworden. Einziges Flugzeug war damals eine Morane Parasol.
Im November 1919 überliess das italienische Königreich ein Savoia-Flugboot den jungen finnischen Luftstreitkräften als Geschenk – in der Hoffnung, dass Helsinki weitere Flugzeuge bestellen würde. Die Rechnung ging auf: 1920 bestellte die finnische Regierung bei der SIAI in Sesto Calende zwei Savoia-S.9-Flugboote, die für den Einsatz in Finnland geeignet schienen. Diese nur in wenigen Exemplaren gebaute «Savoia» war für Aufklärungsaufgaben entwickelt worden. Sie hatte eine Spannweite von 13,2 Meter, eine Reichweite von 560 km und erreichte eine Reisegeschwindigkeit von 140 Kilometern pro Stunde. Angetrieben wurden die stoffbespannten Doppeldecker von einem Sechszylindermotor mit einer Leistung von 300 PS.

## In Sesto Calende

Flugroute. Grau eingezeichnet ist die ursprünglich geplante Route über den Gotthard.

Im August 1920 reisten Major Väinö Werner Mikkola (* 1890), Oberleutnant Äly Rae Lemmitty Durchman (* 1894) und Leutnant Carl Erik Leijer (* 1897) nach Sesto Calende am Südende des Lago Maggiore, um sich mit den neuen Flugzeugen vertraut zu machen. Major Mikkola hatte bereits Flugerfahrung auf der S.9 und mit der ersten nach Finnland gelieferten «Savoia»  am 18. Mai 1920 bei der finnischen Marineflieger-Basis auf der Insel Santahamina eine Bruchlandung hingelegt. Alle drei waren Pioniere der finnischen Luftfahrt und aufgrund ihrer Erfahrung für diese Aufgabe ausgewählt worden. Durchman hatte sich freiwillig gemeldet und war auf eigene Kosten nach Italien gereist.
Nach ihrer Ankunft in Sesto Calende wurde den Finnen mitgeteilt, dass aufgrund von Streiks und Unruhen die bestellten Maschinen noch nicht lieferbar waren. Mikkola einigte sich daher mit SIAI auf die Übernahme von zwei schon fertigen typgleichen Flugzeugen, die für die italienische Flotte hergestellt worden waren.

## Route
Für den Rückweg war Mikkola keine Flugroute vorgeschrieben worden, er sollte die beiden Flugboote einfach auf dem schnellsten Weg nach Finnland bringen. Erfahrene italienische Piloten boten an, die Flugzeuge zu fliegen, was Mikkola jedoch dankend ablehnte; er traute sich mit seiner Erfahrung den Flug durchaus zu.
Mikkolas Plan war, von Bellinzona aus den gut sichtbaren Gleisen der Gotthardbahn zu folgen, die durch die Leventina zum Gotthard führte. Diese Route war bekannt, ein paar Monate zuvor hatte der italienische Pilot Umberto Maddalena (1894–1931) als erster mit einem Flugboot den Pass überflogen; die kürzere Route über das Bleniotal war für Flugzeuge damals wohl noch terra incognita. Nördlich des Gotthards wollte er nach Osten abbiegen, den Oberalppass überfliegen und in der Surselva zuerst dem Vorderrhein und dann dem Alpenrhein folgen, der ihnen als Leitlinie dienen sollte. In Köln wollten sie einen Tankstopp einlegen und dann weiter nach Amsterdam fliegen, wo die zweite Etappe über Dänemark und Stockholm bis zur finnischen Flugbasis Santahamina in Angriff genommen worden wäre.

Wenige Tage vor dem verhängnisvollen Flug: Äly Durchman, Carl Erik Leijer und Bordmechaniker Carlo Riva in Sesto Calende vor einer fabrikneuen Savoia
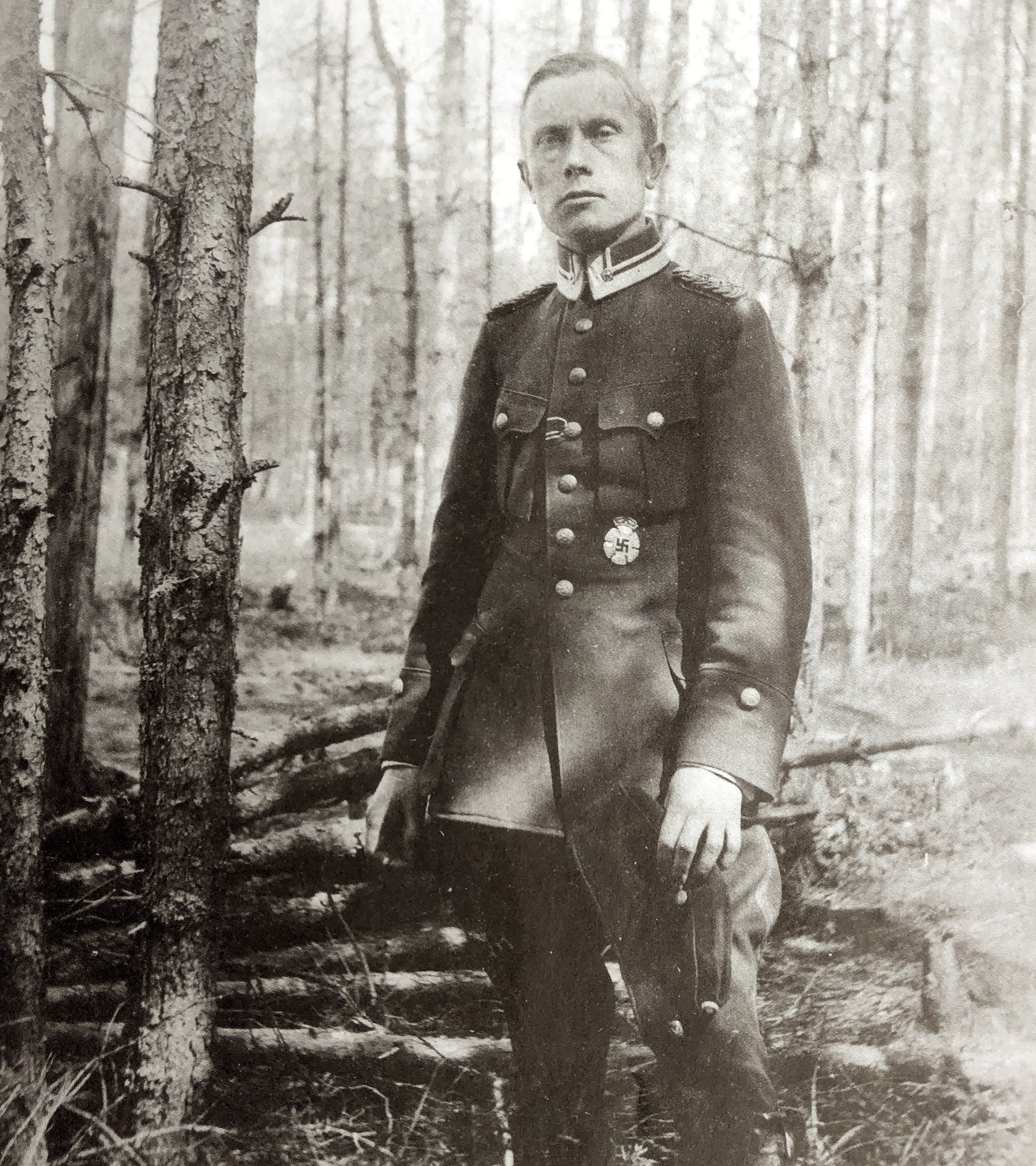
Väinö Mikkola
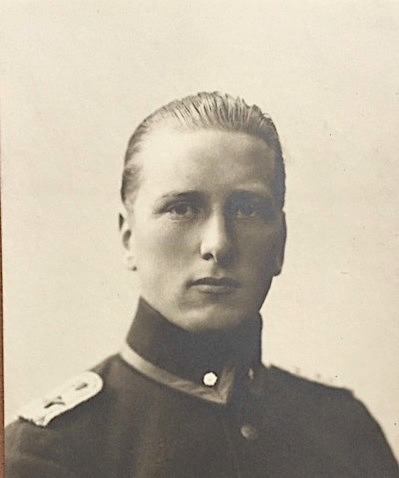
Äly Durchman
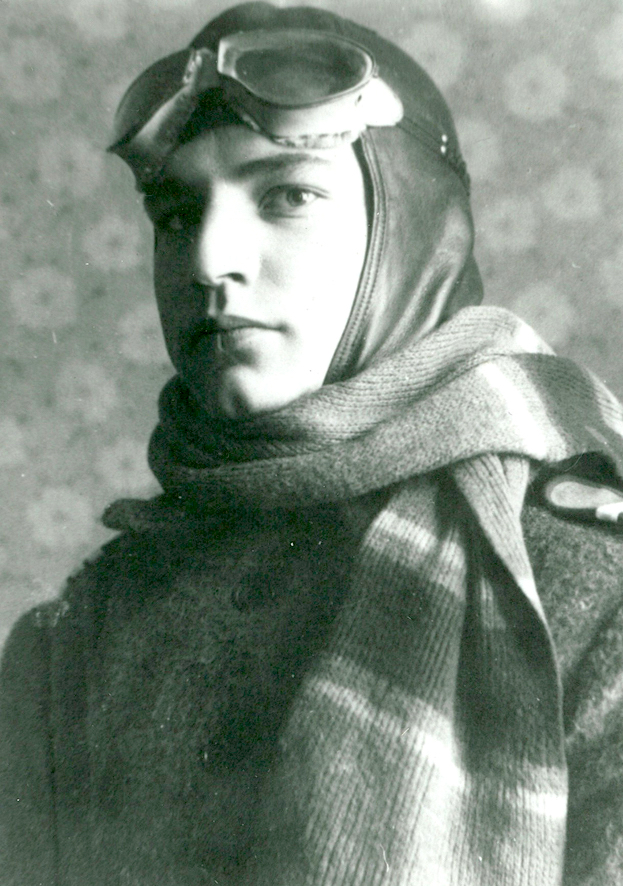
Carl Erik Leijer

## Überflug
Beide Flugboote starteten am 7. September 1920 in Sesto Calende um 6 Uhr morgens. Die erste Maschine war besetzt mit dem 30-jährigen Piloten Väinö Werner Mikkola und dem erfahrenen 26-jährigen Navigator Oberleutnant Äly Rae Lemmitty Durchman. Der 23-jährige Carl Erik Leijer, der seine Flugausbildung in Frankreich absolviert hatte, flog in der zweiten Savoia zusammen mit dem 26-jährigen italienischen Bordmechaniker Carlo Riva aus dem süditalienischen Lucera.
Zunächst verlief der Flug problemlos, in enger Formation überquerten die Maschinen die Schweizer Grenze. Sie flogen gemeinsam bis zum nordöstlichen Ende des Lago Maggiore, vorbei an Locarno und über Bellinzona nach Biasca. Dort verliessen sie aber die ursprünglich geplante Route nach Nordwesten über den Gotthard und flogen stattdessen nach Norden durch das Bleniotal über den etwas niedrigeren Lukmanierpass. Warum sie ihren ursprünglichen Plan änderten, ist nicht bekannt. Gründe könnten neben einem Navigationsfehler auch schlechtes Wetter über dem Gotthard gewesen sein, oder sie wollten den Umweg über den Gotthard vermeiden, um Zeit einzusparen. In der Surselva bei Trun sollen beide Savoia noch gesehen worden sein.
Kurz danach trennten sich die Maschinen, über den Grund kann nur spekuliert werden: Der 23-jährige Carl Erik Leijer folgte dem Rhein nach Osten, schien aber bald die Orientierung verloren zu haben. Gegen 8.00 Uhr ging er in der Nähe von Bad Ragaz auf dem Rhein nieder und liess sich durch die Bevölkerung über den genauen Standort aufklären. Nach einer Stunde startete er erneut, flog aber anstatt wie geplant Richtung Bodensee über den Walensee zum Zürichsee. Denkbar ist, dass ihm Einheimische den kürzeren Weg über den Zürichsee empfohlen haben. Die erste Maschine mit Mikkola hingegen flog nach Norden auf das Tödimassiv zu.

## Absturz
Nach mehreren Flugstunden traten bei beiden Maschinen Propellerschäden auf. Die Propeller lösten sich in ihre Bestandteile auf, zersplitterten und beschädigten massiv die empfindliche Konstruktion der Flugboote. Beide Besatzungen hatten keine Chance, die Abstürze waren nicht zu vermeiden.

### Erste Maschine mit Mikkola und Durchman
Die erste Maschine mit Mikkola und Durchman überflog nach dem Lukmanierpass östlich von Disentis den Vorderrhein und wollte offenbar anschliessend am Tödi vorbei nordwärts fliegen. Ob es sich dabei um einen Navigationsfehler oder Absicht handelte, blieb unklar. Da auf dieser Höhe aber nur etwa die Hälfte der 300 PS zur Verfügung standen, konnte der Motor nicht genügend Leistung für die Überquerung aufbringen, der Propellerschub nahm ab. Südlich des Tödi prallte das Flugzeug etwa 7,5 Kilometer nördlich von Sumvitg in die Westflanke des 3358 Meter hohen Piz Urlaun und stürzte auf den Gliemsgletscher ▼ ab. Weitere Wrackteile gab der Gletscher im August 1958 frei, 700 Meter weiter talwärts und 100 Höhenmeter tiefer.
Die Suche nach der vermissten Savoia wurde durch Herman Gummerus unterstützt, den finnischen Botschafter in Rom. Er reiste in die Surselva und suchte mit Zeitungsinseraten nach Zeugen, die die Maschinen am Morgen des 7. Septembers gesehen hatten. Die Trümmer und die sterblichen Überreste der beiden Piloten wurden nach langer Suche erst am 9. Oktober gefunden. Der linke Flügel des Flugzeugs lag in gutem Zustand 200 Meter von der Absturzstelle entfernt, was darauf hindeutet, dass das Flugzeug wie Leijers Maschine bereits vor dem Aufprall in der Luft zerfallen war.
Im Jahresbericht des Bezirksphysikats Vorderrhein 1920 wurde festgehalten: «Im Bez.[irk] Vorderrhein kamen 6 Unglücksfälle mit tödlichem Ausgang vor. Zwei davon betrafen die 2. Finnländis[ch?]e Flieger, die im Tödi Gebiet Val Gliems niederstürzten. Alle Fälle gaben zu keiner weiteren Gerichtlichkeiten Massnahmen Veranlassung.»

Blick nach Norden: Der scharfe schneefreie Grat in der Mitte führt hoch zum schneebedeckten Gipfel des Piz Urlaun, links davon das grosse Schneefeld des Gliemsgletschers. Die erste Maschine prallte von links in den Berg (Walter Mittelholzer, 1919)
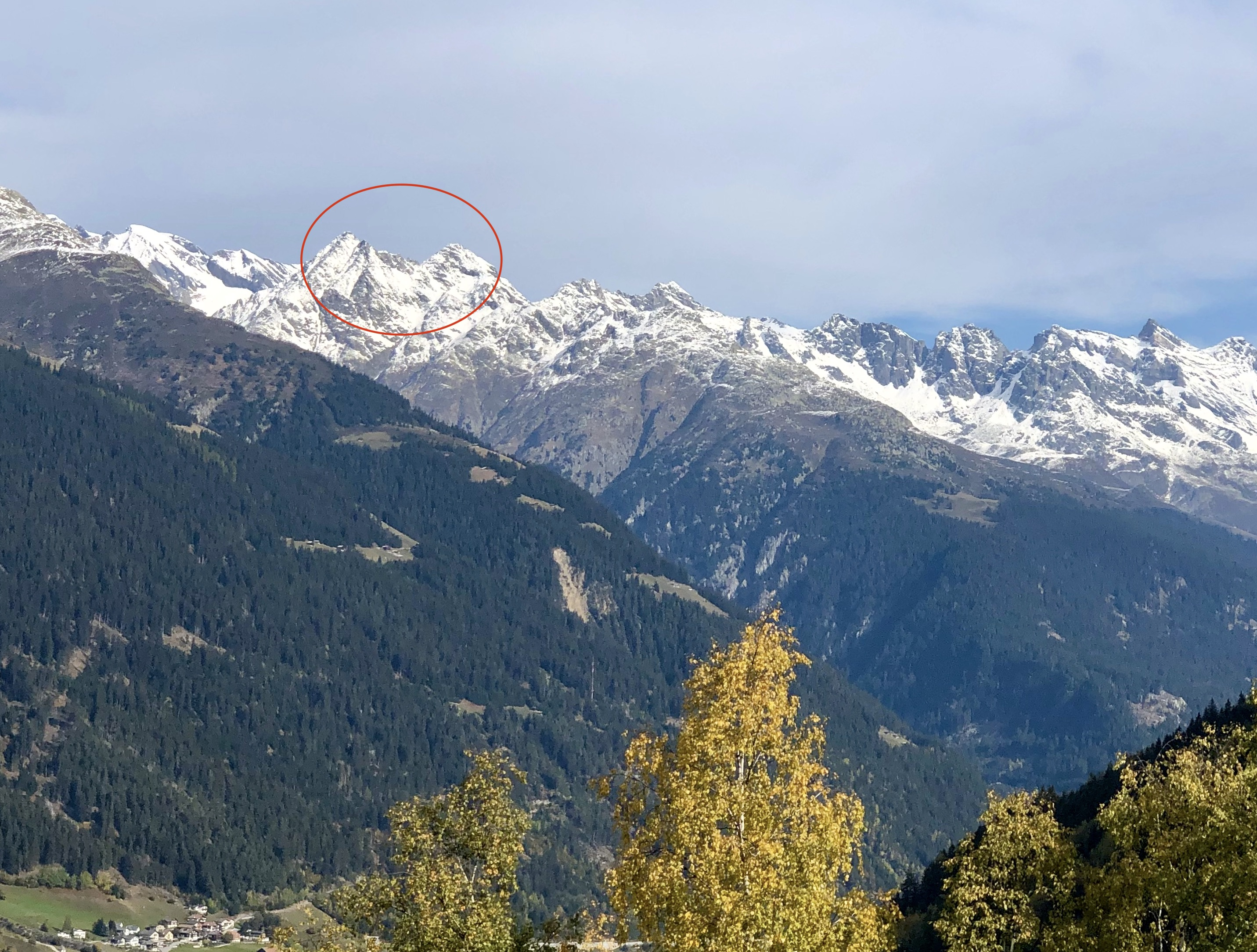
Blick in der ungefähren Flugrichtung der Savoia zur Absturzstelle hinter den eingekreisten Bergen: Zwischen den Gipfeln der Grat des Piz Urlaun
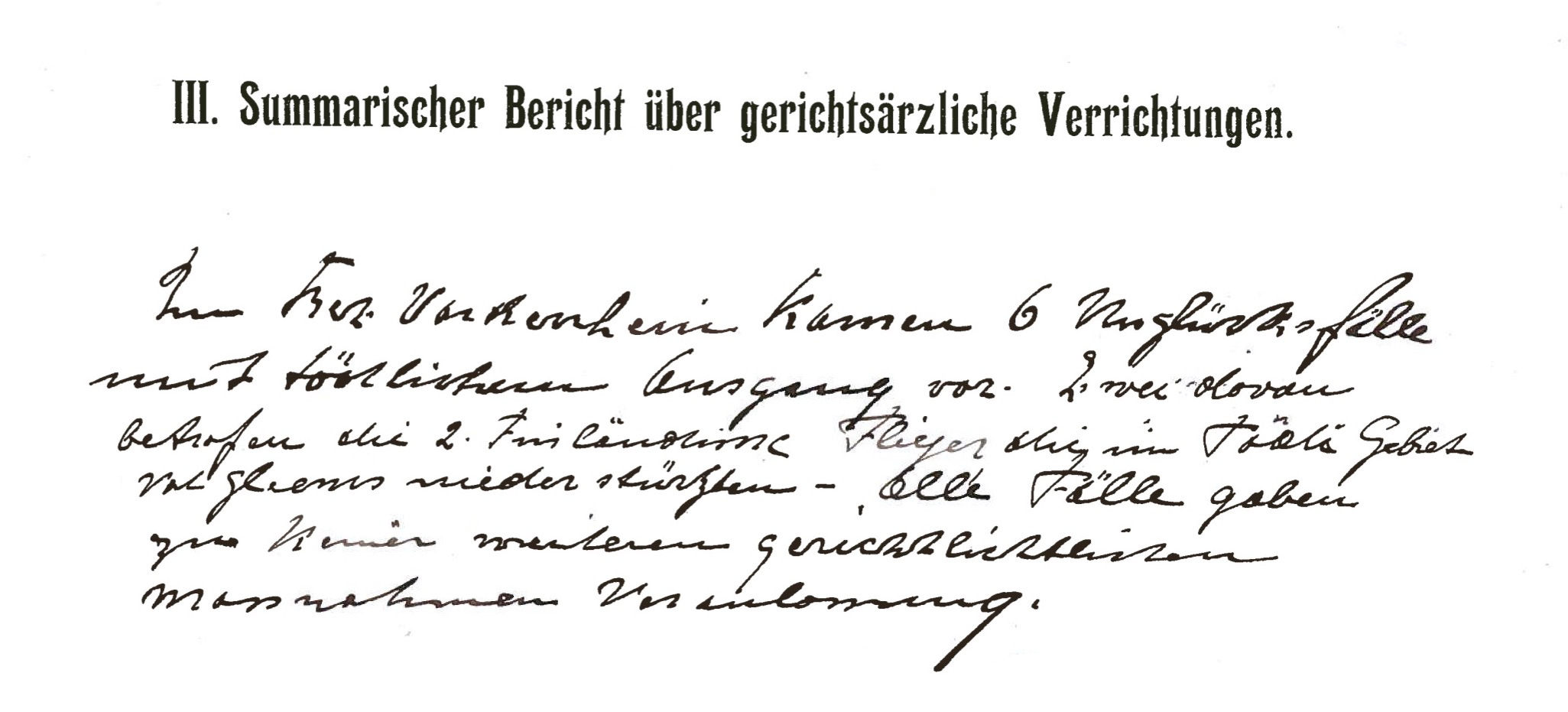
Jahresbericht des Bezirksphysikats Vorderrhein 1920

### Zweite Maschine mit Leijer und Riva
Der Absturz der zweiten Maschine in den Zürichsee wurde von vielen Zeugen beobachtet. Sie sagten aus, dass die von Motoraussetzern geplagte «Savoia» auf rund 400 Metern Höhe über dem Ufer Richtung Zürich flog. «Als das Flugzeug über dem Dorf Zollikon angelangt war, machte es plötzlich eine starke Wendung nach links über den See und verlor stark an Höhe. Der ganze Apparat barst um 9.30 Uhr in der Luft auseinander, indem sich die Tragfläche in der Mitte teilte», ist in einem noch am gleichen Tag verfassten Spezialrapport des Polizeikorps Zürich zu lesen. Es ist denkbar, dass Leijer in letzter Minute noch versucht hatte, auf dem See zu wassern.
Der damalige Berichterstatter der Lokalzeitung «Zolliker Bote» beschrieb den Absturz wie folgt (leicht gekürzt):
«Früh vormittags am letzten Dienstag ein Flieger hoch in der Luft. Wer hätte deswegen nur aufschauen wollen, so gewohnt sind wir hier das Surren der Riesenvögel, das Schwenken und Schwanken und Gleiten. Er kommt näher, er sinkt in einer schönen Wellenlinie, unten das völlig ruhige Seebecken mit der Flughalle. Doch jetzt! Im Nu fliegen die Fenster auf, füllen sich Strassen und Plätze, aus dem Schulhaus strömen die Kinder. Von dem Flugapparat fliegen flatternd weisse Teile weg, einer davon hält sich lange, sehr lange schwebt er in der Luft, und die Maschine… Sie dreht sich scharf linkswärts bis um 90 Grad, sie kippt vornüber. Und beim nächsten Pulsschlag stürzt sie sausend, senkrecht zur Tiefe ab. Ein Unglück! Alle wissen es und rennen zur Stelle. Ein neues Fliegerunglück! Zwei fremde Fahrer, ein Nord- und ein Südländer, zerschmettert auf dem Grund unseres schönen Sees, das Flugzeug zertrümmert, die einzelnen Teile davon weit herum, zersplittert und zerstreut in seinen kleinsten Bestandteilen als schauerliche Erinnerung beinahe in allen Häusern geborgen. Das das Werk kurzer Augenblicke.»
Ein Grossteil der Trümmer schlug rund 150 Meter vor der Badeanstalt Zollikon ▼  auf das Wasser auf. Teile des Rumpfes und das Triebwerk versanken im Zürichsee. Sofort fuhren Rettungskräfte auf einem Motorboot zur Absturzstelle. Schon wenige Minuten nach dem Absturz hatten sich zahlreiche Schaulustige am Ufer eingefunden. Viele grössere und kleinere Holzstücke waren ans Ufer geschwemmt worden; auch auf den Strassen und Dächern waren bis in den Bereich des Bahnhofs unzählige Holzsplitter zu finden. Alle Trümmerteile wurden in einer Scheune zwischengelagert.
Die auf dem Wasser treibende Leiche Carlo Rivas konnte die Stadtzürcher Seepolizei kurz nach dem Absturz bergen. Der Körper von Carl Erik Leijer wurde erst nach längerem Suchen gefunden; der Seegrund fällt im Bereich des Absturzes steil ab. Die beiden Toten wurden zuerst im Schlauchdepot einer Feuerwehrwacht auf den Boden gelegt, bevor sie zur weiteren Untersuchung durch den Arzt Hugo Remund ins gerichtlich-medizinische Institut des Kantonsspitals in Zürich gebracht wurden. Eine Augenzeugin erinnert sich: «Es bot sich ein schrecklicher Anblick. Einem der beiden Flieger waren beim Aufprall die ganze Haut und das Fleisch vom Gesicht gerissen worden».
Ein Bericht der Staatsanwaltschaft Zürich kam zum Schluss, dass die beiden Piloten sehr wahrscheinlich die tödlichen Verletzungen durch den zersplitternden Propeller schon in der Luft erlitten hatten. Die Asche der drei finnischen Flieger wurde nach Finnland überführt und am 28. November mit höchsten militärischen Ehren in Helsinki auf dem Friedhof Hietaniemi beerdigt. Der italienische Bordmechaniker Carlo Riva wurde am 15. September 1920 auf dem Friedhof von Zollikon bestattet.

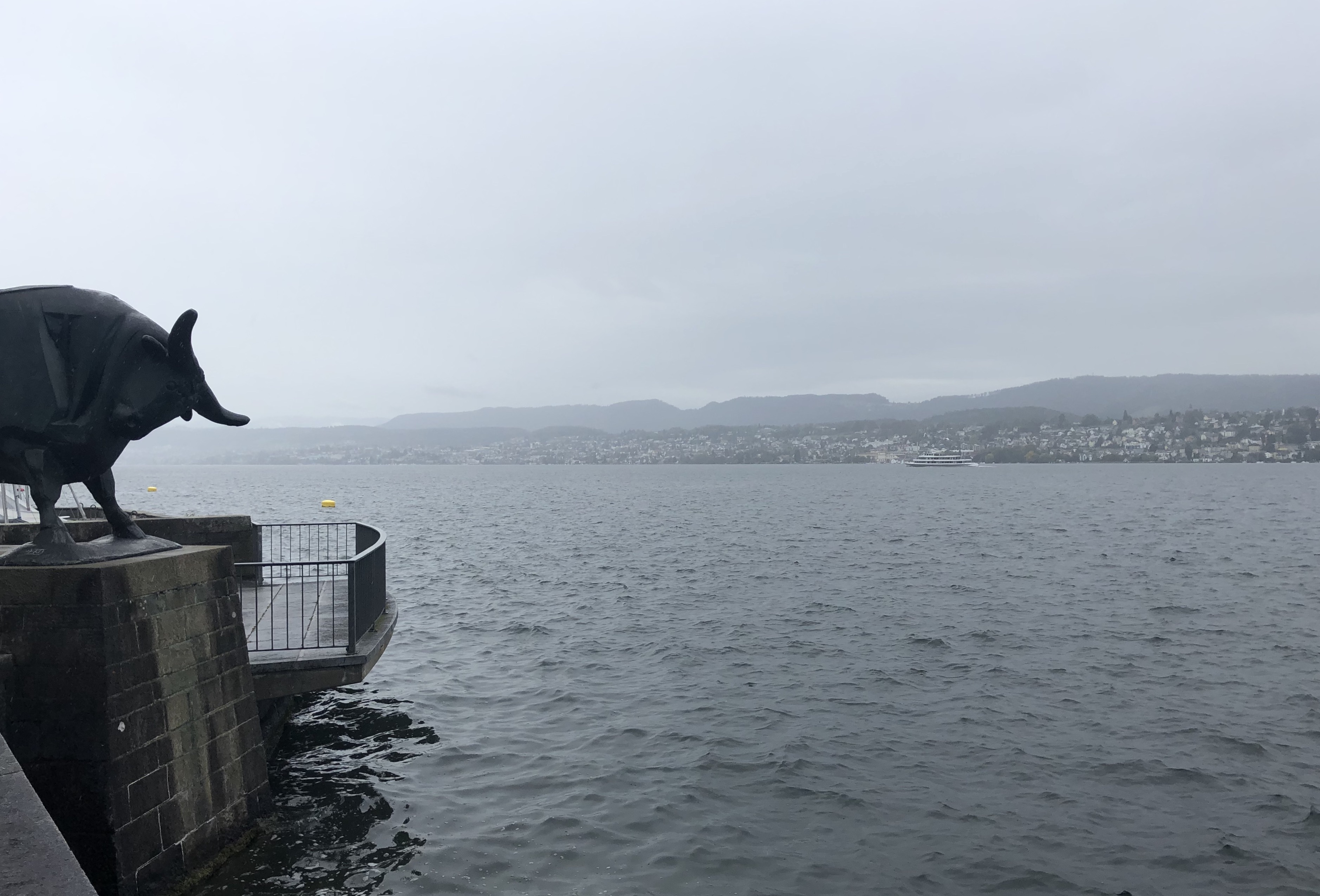
Die Absturzstelle rechts der vorderen gelben Boje
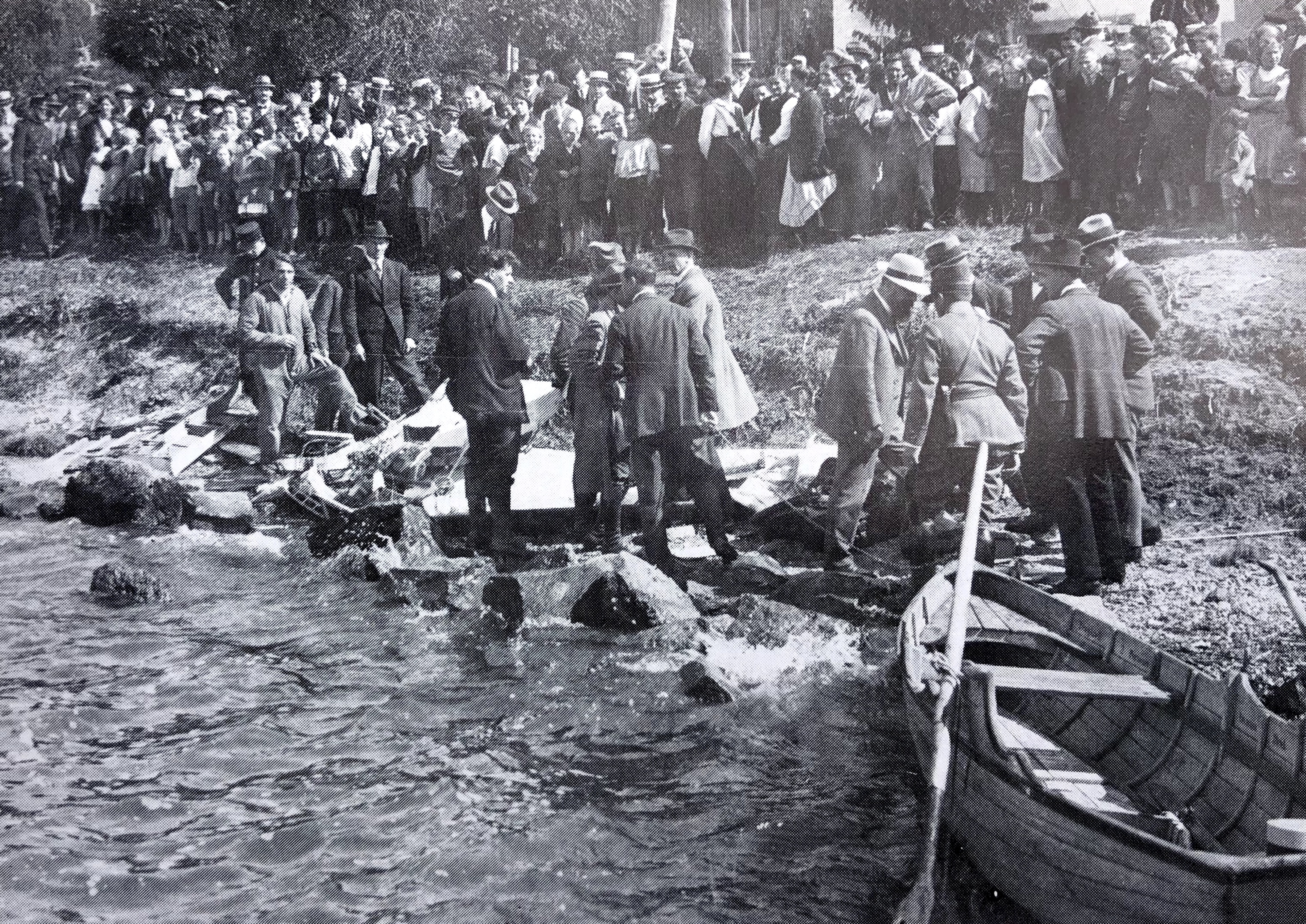
Trümmer der Savoia am Ufer von Zollikon
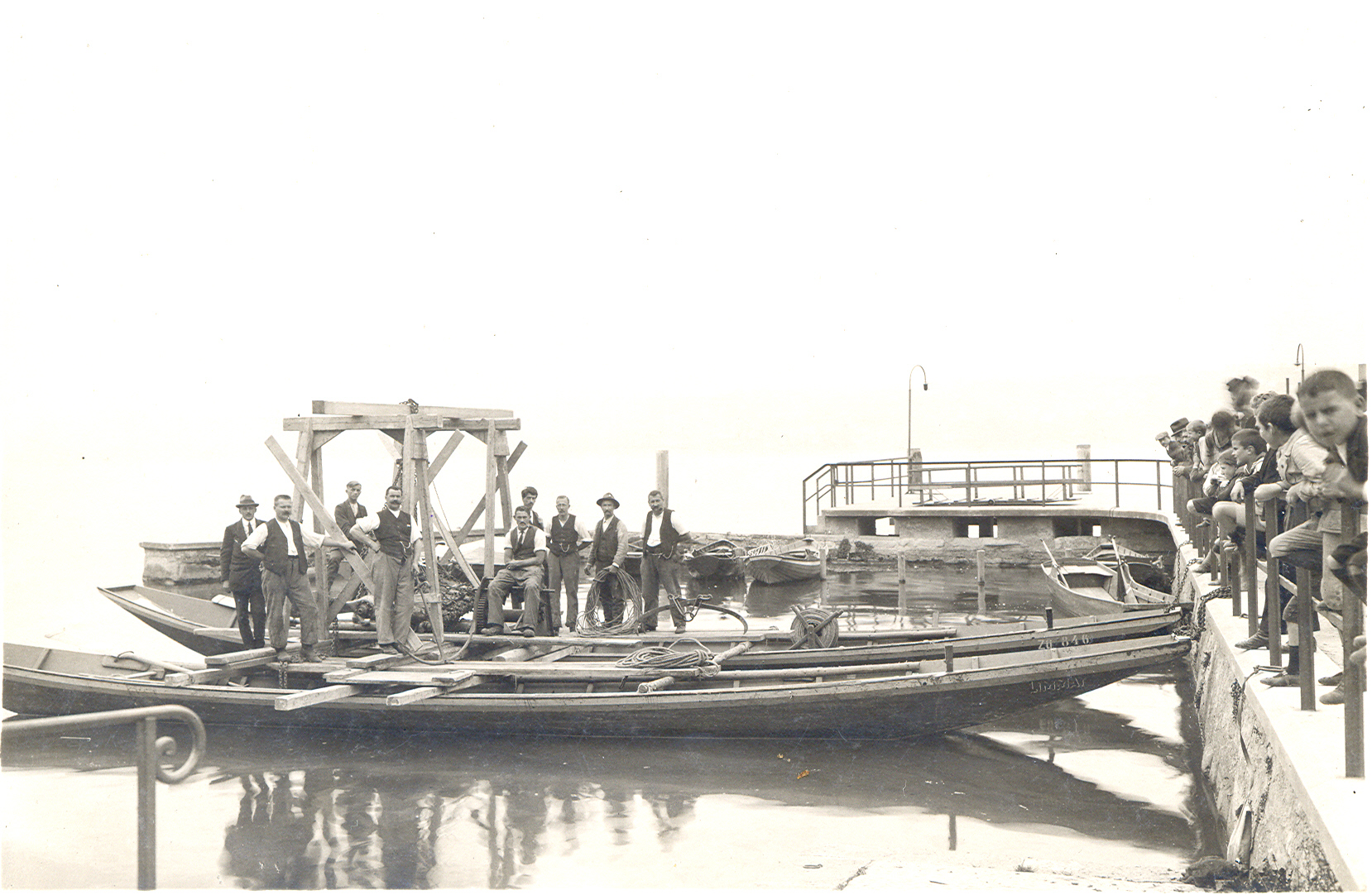
Weidlinge mit einem Gerüst zur Bergung des Flugboots
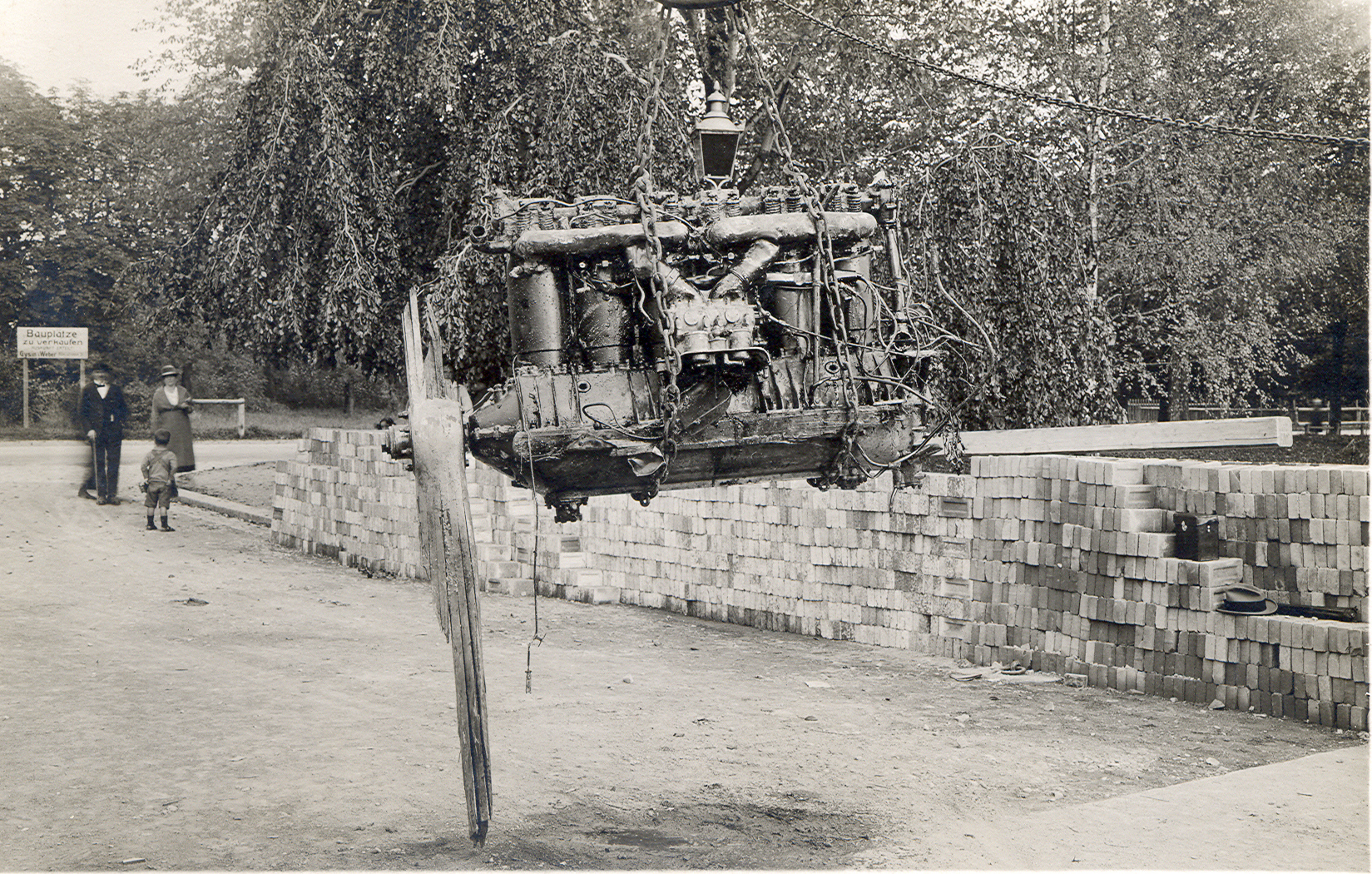
Der Motor wird geborgen: Erkennbar ist der zersplitterte Propeller
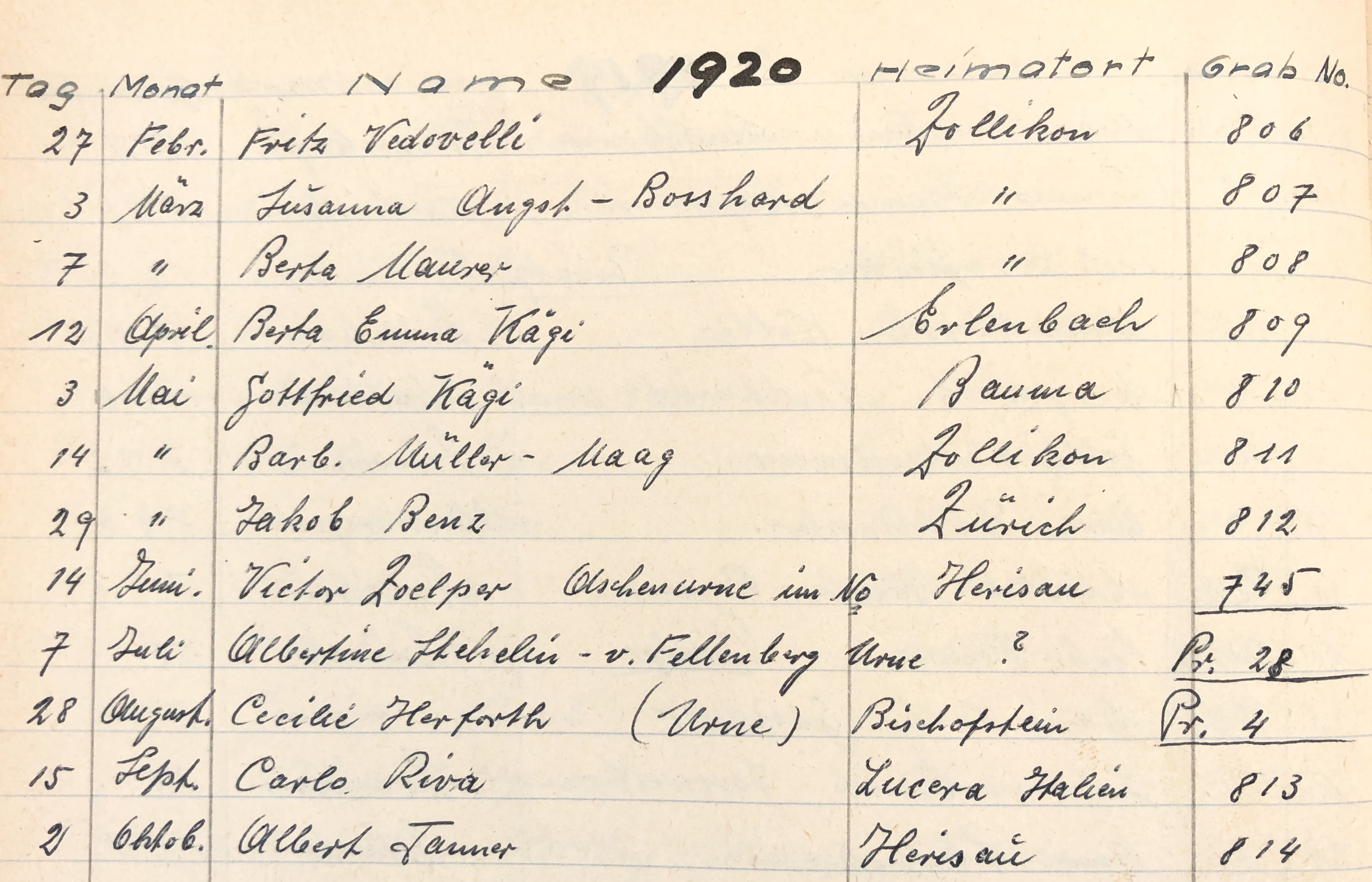
Eintrag der Beerdigung Carlo Rivas im Bestattungsregister des Friedhofs Zollikon

## Gründe des Absturzes

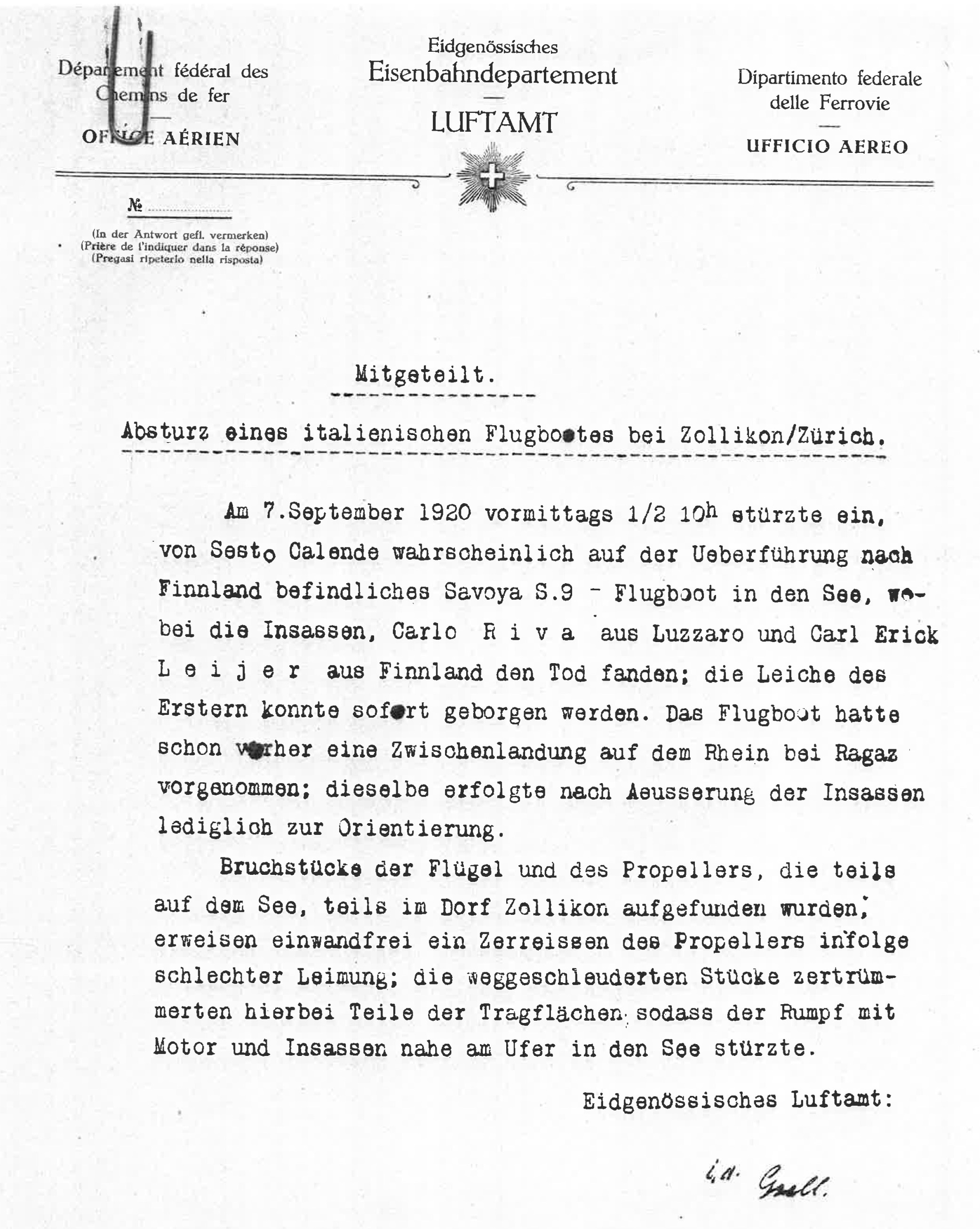
Bericht des Eidgenössischen Luftamtes vom 8. September 1920

Der im Schweizerischen Bundesarchiv in Bern zugängliche Untersuchungsbericht der Staatsanwaltschaft Zürich vom 8. Februar 1922 kam zum Schluss, «dass die Leimung der Luftschraubenlamellen sehr schlecht war». Spezialisten des Schweizerischen Luftamts führten dies auf die Verwendung von zwei verschiedenen Sorten Klebstoff zurück, was den Propeller im Flug in seine Einzelteile zerlegte. Dem Propeller der Leijer-Maschine fehlte unter anderem die oberste Holzschicht, die sich von der darunter liegenden Schicht gelöst hatte. Die Fragmente beschädigten dabei die «Savoia» so stark, dass ein Absturz unvermeidbar war. Die verwendeten Klebstoffe aus Casein waren zudem anfällig für Feuchtigkeitsschwankungen.
Ein weiteres Detail der vor Zollikon geborgenen Trümmer machte das Luftamt stutzig. So ist im Bericht zu lesen, dass ein Splint jenes Rohrbolzens, der Tragflächen und Rumpf miteinander verbindet, mit einer Zange hart am Bolzen abgeknipst worden war. Das Luftamt schloss eine Sabotage in seinem Bericht nicht gänzlich aus, brachte aber auch Fahrlässigkeit der Savoia-Arbeiter ins Spiel. «Die Savoia S.9 war ein sehr schlechtes Flugzeug», schreibt der italienische Fachbuchautor Roberto Gentilli. Gegen eine Sabotage sprach auch, dass die zwei Savoias ja ursprünglich für die Italiener gebaut worden waren.

## Reaktion in Zollikon
Drei Wochen zuvor hatte sich vor Zollikon bereits ein tödlicher Unfall ereignet: Am 31. August 1920 war der 26-jährige Pilot Oscar Bertea mit einer Savoia S.13 mit zwei Passagieren vom Wasserflughafen Zürichhorn zu einem Probeflug gestartet und kurz nach dem Start ebenfalls vor Zollikon in den See gestürzt.
Bertea und ein Passagier kamen ums Leben, der dritte überlebte schwer verletzt. Dies und der stetig zunehmende Fluglärm mochten dazu beigetragen haben, dass der Absturz der Savoia vom September 1920 in Zollikon mehr Empörung als Mitgefühl mit den zwei Toten hervorrief. Als Grund für das Unglück nannte der Berichterstatter der lokalen Zeitung «Gewissenlosigkeit und Geldwut» und man versuche, «den Elementen zu trotzen».
In einem Leserbrief schrieb ein erzürnter Zolliker: «Die Langmut der Bevölkerung gegenüber dem Fliegerunwesen dürfte nach den letzten Vorkommnissen zu Ende sein. Zwei Unglücksfälle haben den Beweis erbracht, das dieser gesellschaftsmässige Luftsport nicht nur eine allgemeine Plage, sondern eine allgemeine Gefahr bedeutet» und «die lästigen Riesenmoskitos summen uns dreister als je um die Ohren, stören mit ihrer Aufdringlichkeit die Stille der Arbeit und den Frieden der Natur. […] Es ist die höchste Zeit, dem Flugwesen endlich zu Leibe zu gehen.» Die Empörung legte sich aber bald, spätestens 1923, als die Wasserflugbasis am Zürichhorn aufgehoben wurde.

## Gedenken
Mit Major Väinö Mikkola, Oberleutnant Äly Durchman und Leutnant Carl Erik Leijer verloren drei Flugpioniere der jungen Republik über der Schweiz ihr Leben. Als Folge erklärte Finnland den 7. September zum «Tag der finnischen Flieger», an dem die Nation der gefallenen «Alpenpiloten» gedenkt, wie sie bald genannt wurden. Die Verbände der Luftwaffe und der Reservisten legen auf dem Hietaniemi-Friedhof in Helsinki einen Kranz nieder.
Zu Ehren der beiden verunglückten Besatzungen errichtete die Gemeinde Zollikon im Spätsommer 1959 eine Gedenkstätte mit der von dem englischen Bildhauer Henry Moore geschaffenen Bronzeskulptur «Falling Warrior». Die Leihgabe der Walter A. Bechtler Stiftung wurde 2007 wieder entfernt. An die Tragödie erinnert heute eine Gedenktafel.

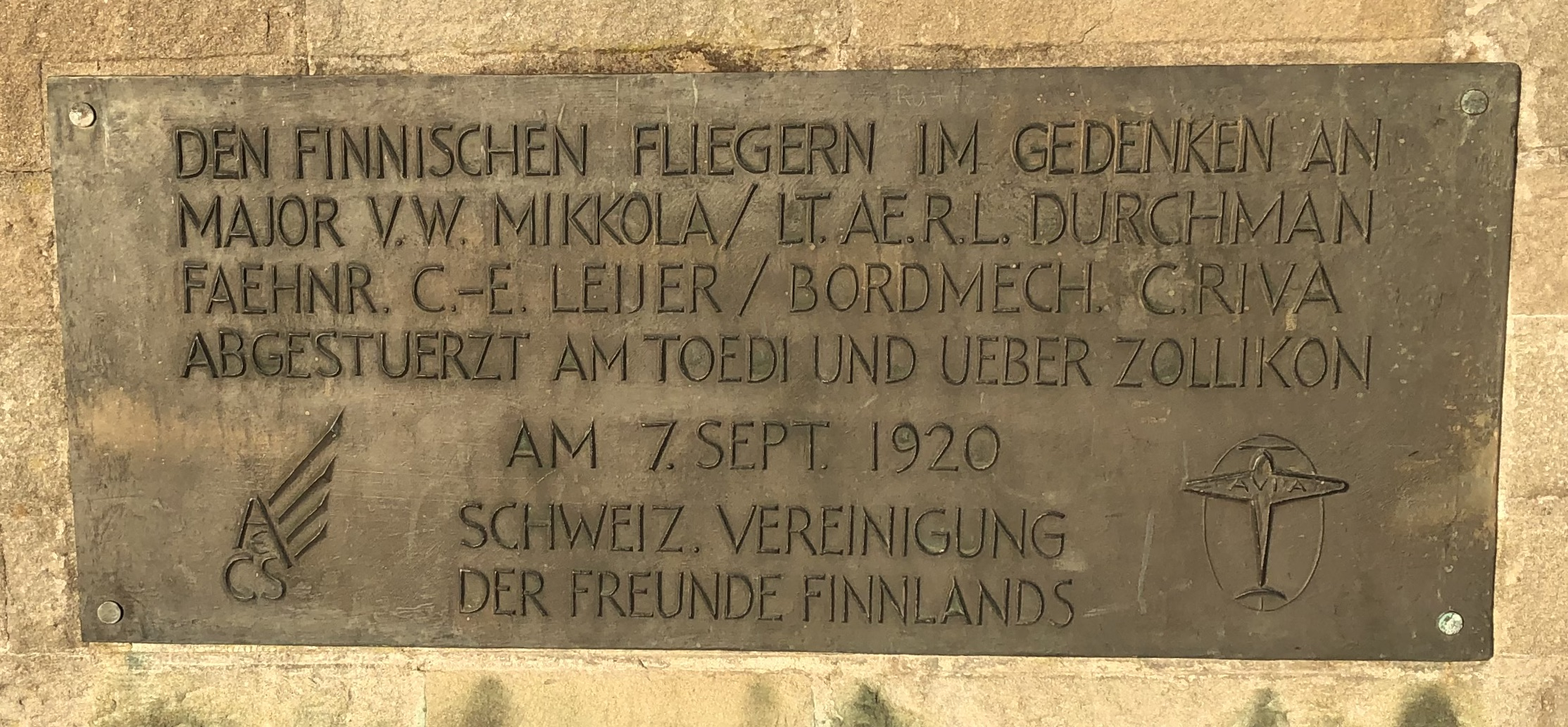
Gedenktafel in Zollikon an der Ufermauer vor der Absturzstelle
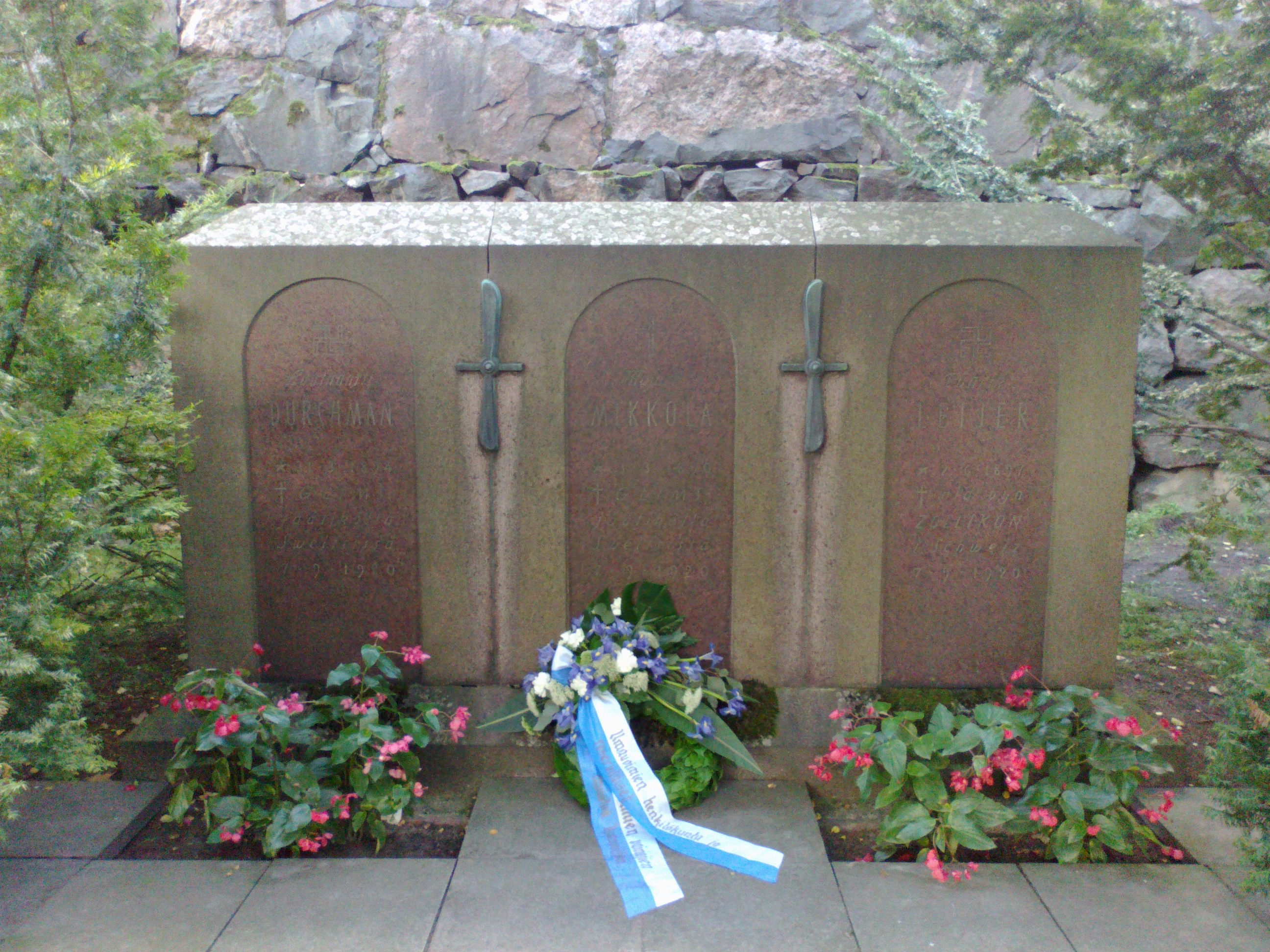
Das Grab von Durchman, Mikkola und Leijer auf dem Friedhof Hietaniemi Helsinki

## Film
Über die Abstürze produzierte ein finnisches Filmteam 100 Jahre später einen Dokumentarfilm; Regisseur des Films ist Ilkka Liettyä. In seinem Mittelpunkt soll nicht das traurige Ende der Flüge stehen, sondern der Mut und die Tapferkeit der Piloten. Die Route wurde in einem Simulator mit einem Propellerflugzeug vergleichbarer Leistung nachgeflogen. Auch in der Simulation geriet die Maschine am Piz Urlaun in grosse Schwierigkeiten, als sie sich dem Berg auf einer Höhe näherte, die für die ursprünglich geplante Gotthardroute genügt hätte. Der Simulationsflug wurde von Fluglehrer Ville Ranki und Jukka O. Kauppinen durchgeführt, dem Herausgeber des finnischen Luftfahrtmagazins Siivet-Wings.